# Ginetta G50
El Ginetta G50 es un automóvil de carreras desarrollado en la clase GT4, diseñado por Ginetta Cars. Se planeó una versión de carretera del automóvil, pero no entró en producción a gran escala; en cambio, se lanzó el Ginetta G40 más pequeño.

## Desarrollo

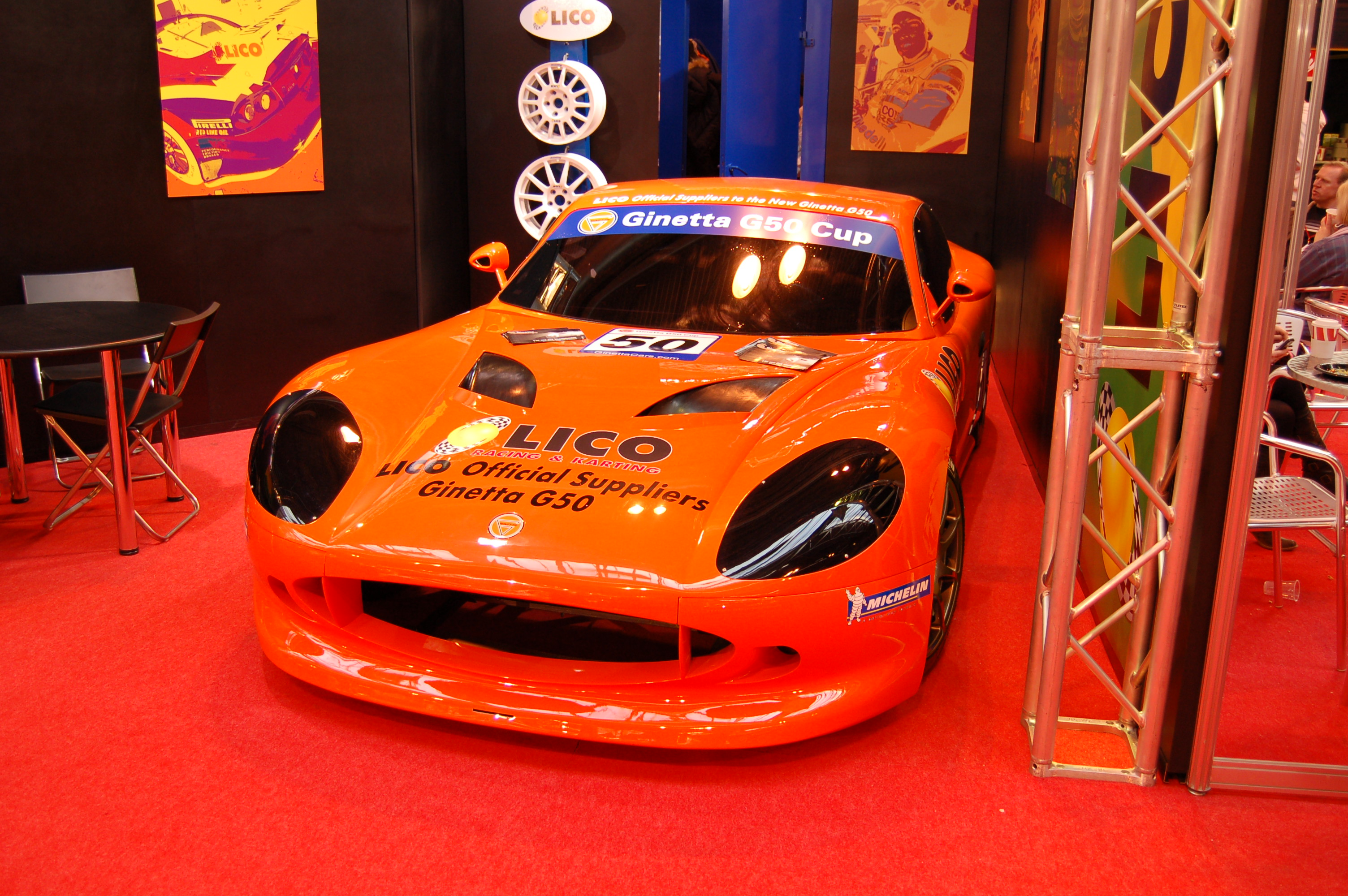
Ginetta G50 Naranja

A finales de 2007, en lo que luego describió como su momento Victor Kiam, el empresario Lawrence Tomlinson, con sede en Leeds, compró Ginetta Cars al grupo de entusiastas, que ellos mismos lo habían comprado fuera de la administración. 
El G50 fue desarrollado para celebrar los 50 años de producción de Ginetta Cars. Con las especificaciones básicas escritas por el ingeniero Tomlinson capacitado, el automóvil se desarrolló en menos de seis meses.

## Premios

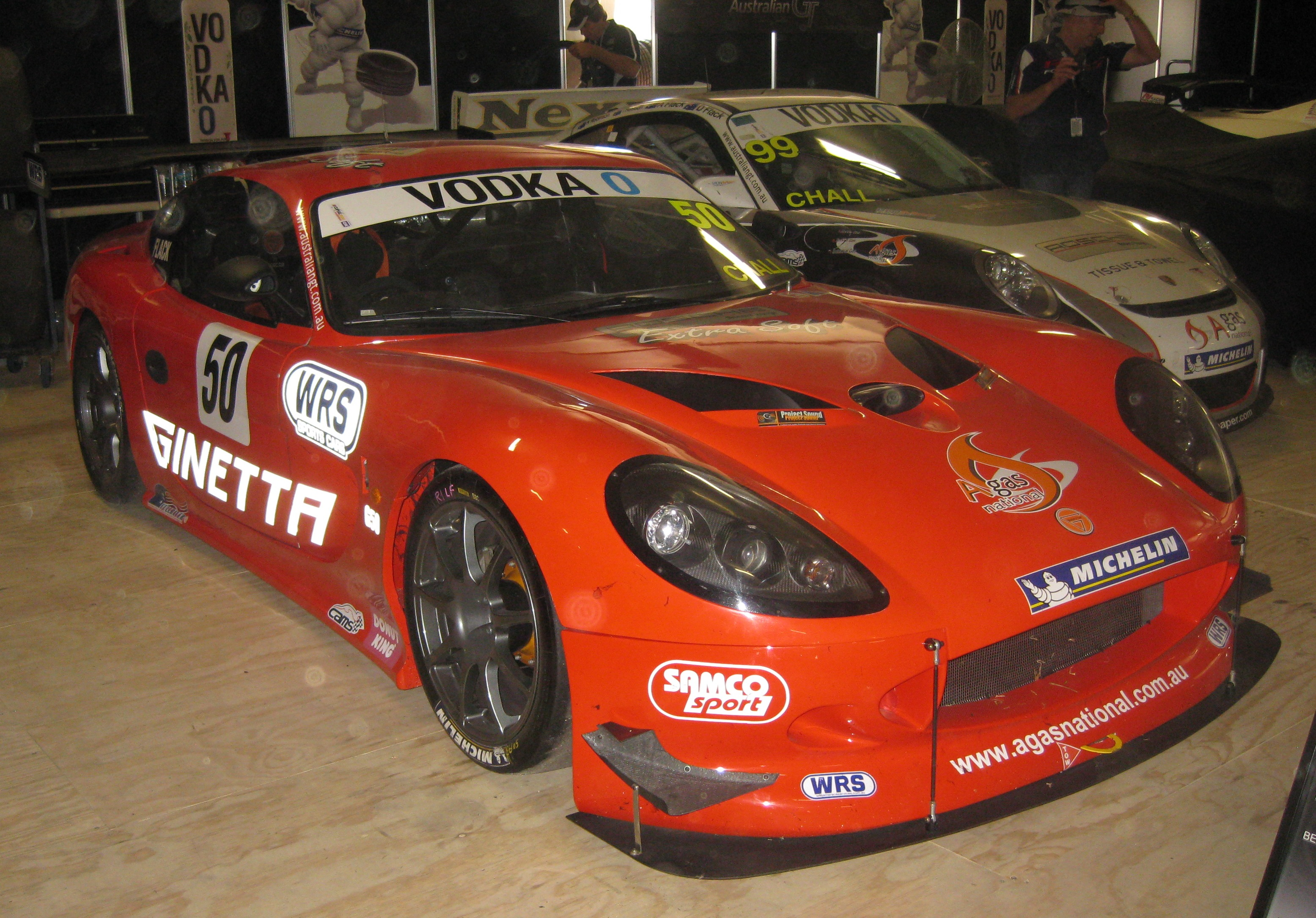
Ginetta G50 rojo.

Lanzado en 2008, el G50 fue galardonado con el premio Autosport National Car of the Year en su primer año. Con su propia serie monomarca Ginetta GT Supercup, el G50 también ha sido invicto y poseedor del récord del campeonato de la clase GT4 en el Campeonato Británico de GT, y ganó la Copa de Europa GT4 en 2009, superando a Aston Martin, BMW y Porsche.
Como resultado, Ginetta Cars ganó el premio "Pequeña empresa del año" de la Asociación de la industria del automovilismo en 2008, y en 2009 Tomlinson fue nominado por la MIA para el premio "Contribución destacada al automovilismo".

## Coche de carreras
El primer automóvil Ginetta G50 registrado en la carretera se mostró en abril de 2008 y luego participó en el Silverstone Supercar Tour. Cuenta con la misma configuración básica que el auto de carreras, con un desarrollo propuesto de un modelo V8 con 520 caballos de fuerza de frenado (390 kW). Los precios minoristas se estimaron a partir de £ 45,000 ($ 72,549) para el V6 y £ 100,000 ($ 161,220) para el V8. Sin embargo, debido a la recesión económica, Ginetta archivó indefinidamente los planes para la producción general del G50, en lugar de optar por producir el Ginetta G40 más pequeño y más barato.

## Prototipo G50 EV

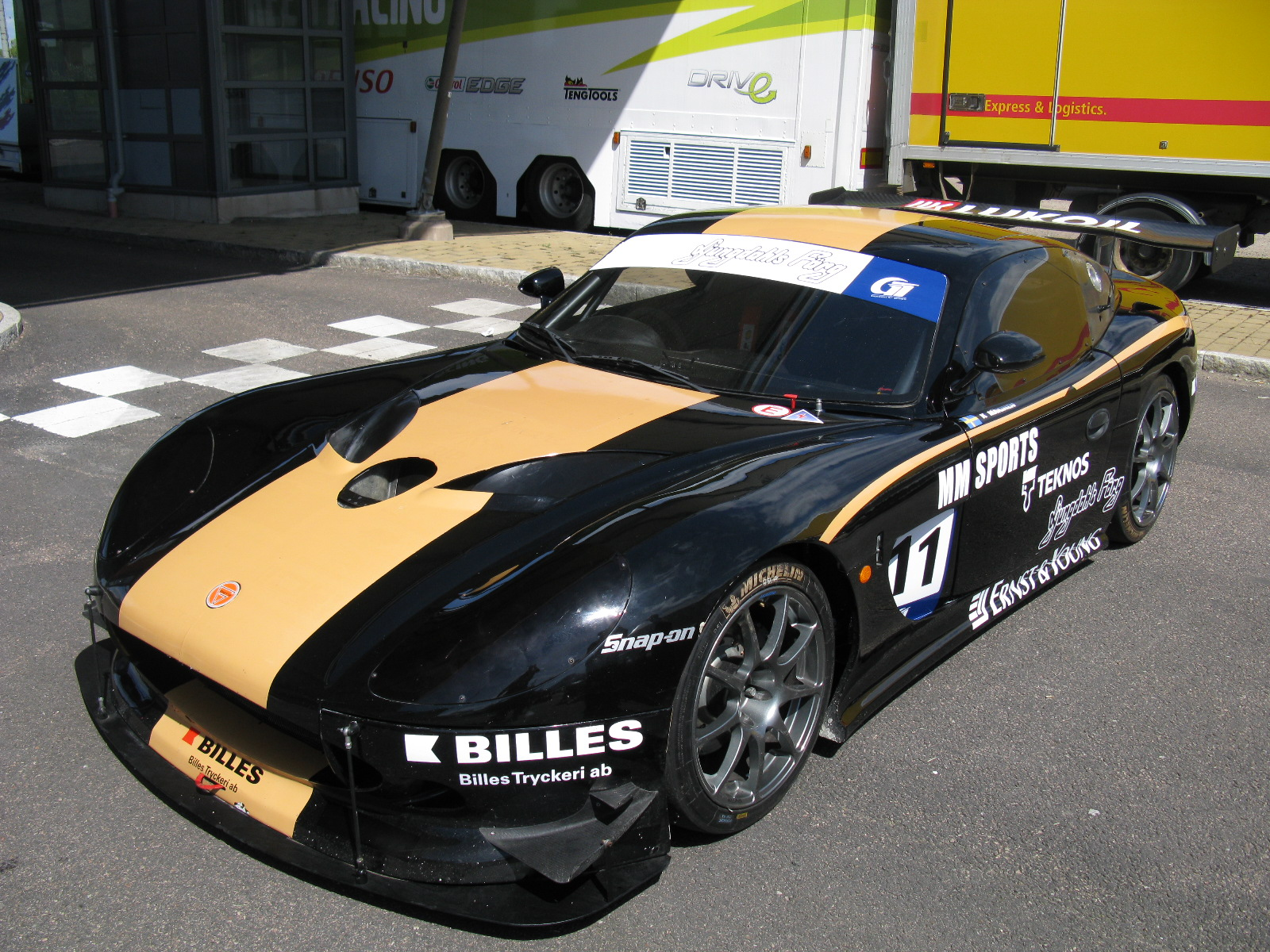
Ginetta G50 Negra

En 2009, Ginetta, junto con Zytek, construyó una versión eléctrica del G50 llamada Ginetta G50 EV Prototype. El coche estaba equipado con un motor eléctrico de 90 kW (122 CV; 121 CV) montado en la parte trasera, y se quitó el motor de gasolina normal. Ginetta dio un rango estimado de entre 150 y 250 millas. En noviembre, el ex campeón mundial de Fórmula 1 John Surtees condujo el prototipo a través del Túnel del Canal de la Mancha, y el automóvil se convirtió en el primer automóvil con especificaciones de producción que se condujo a través del túnel. Sin embargo, la producción se canceló debido a que la empresa no logró obtener una subvención del gobierno para el proyecto.

## G50Z
En 2008, se anunció el Ginetta G50Z. Diseñado para las carreras de la clase GT3, el automóvil presentaba un motor Zytek V8 de 4.0 litros que luego se redujo a 3.8 litros antes de que el automóvil se vendiera a equipos privados debido a problemas mecánicos. El motor producía 365 kW (496 PS; 489 hp) en el nivel más alto. El automóvil se centró en un mejor manejo y estabilidad, un divisor delantero y un gran difusor trasero ayudaron en ese propósito junto con un gran alerón trasero. El motor estaba acoplado a una caja de cambios manual secuencial Hewland de 6 velocidades operada por levas en la columna de dirección, lo que resultó en cambios de marcha más rápidos que el GT4.